# 24308 Cowenco
24308 Cowenco è un asteroide della fascia principale. Scoperto nel 1999, presenta un'orbita caratterizzata da un semiasse maggiore pari a 2,9645510 UA e da un'eccentricità di 0,0751397, inclinata di 1,58976° rispetto all'eclittica.